# Nokia Lumia 520
Nokia Lumia 520 fue un teléfono inteligente de gama baja de acceso producido por Nokia Corporation y que opera con el sistema operativo Windows Phone 8.1 Fue anunciado en febrero de 2013 en la Mobile World Congress junto con otro dispositivo, el Nokia Lumia 720.
El 27 de noviembre de 2013 se presentó en Singapur el Nokia Lumia 525, el sucesor del Lumia 520. Incrementa la RAM a 1GB lo que permite ejecutar todas las características y aplicaciones de Windows Phone.
A diferencia de la gama alta de la familia Lumia, el Nokia Lumia 520 carece de ciertas características como NFC, soporte para carga inductiva, cámara frontal, flash en la cámara posterior, y la mitad de memoria RAM (512MB) lo que hace que algunas aplicaciones y características no se puedan ejecutar.
El botón de la cámara se queda atorado. Es necesario quitar la cubierta trasera para liberarlo.
Sin embargo su funcionalidad, sencillez y precio accesible lo convierten en el teléfono inteligente con Windows Phone 8 más vendido en el mundo con una cuota en el mercado del 13'3%, gracias a la buena acogida que ha tenido principalmente en mercados emergentes.
El precio se redujo a la mitad (50 dólares en Estados Unidos y 70 libras en Reino Unido) para el periodo festivo.
En España, su precio se ha visto reducido a 99€ debido a la fuerte competencia.

## Configuraciones y funciones
- Manuales interactivos Archivado el 7 de marzo de 2015 en Wayback Machine.